# Eiskunstlauf-Weltmeisterschaften 1972
Die 62. Eiskunstlauf-Weltmeisterschaften fanden vom 7. bis 11. Februar 1972 in der Stampede Corral in Calgary (Kanada) statt.

## Ergebnisse
- P = Pflicht
- PT = Pflichttanz
- K = Kür
- KP = Kurzprogramm
- B = Bewertung

### Herren
| Platz | Sportler              | Land                   | P  | K  | B   |
| ----- | --------------------- | ---------------------- | -- | -- | --- |
| 1     | Ondrej Nepela         | Tschechoslowakei       | 1  | 3  | 9   |
| 2     | Sergei Tschetweruchin | Sowjetunion            | 2  | 2  | 19  |
| 3     | Wladimir Kowaljow     | Sowjetunion            | 3  | 5  | 34  |
| 4     | John Misha Petkevich  | Vereinigte Staaten     | 5  | 4  | 39  |
| 5     | Toller Cranston       | Kanada                 | 9  | 1  | 46  |
| 6     | Jan Hoffmann          | DDR                    | 4  | 9  | 57  |
| 7     | Kenneth Shelley       | Vereinigte Staaten     | 7  | 6  | 67  |
| 8     | Gordon McKellen       | Vereinigte Staaten     | 10 | 8  | 69  |
| 9     | John Curry            | Vereinigtes Königreich | 6  | 7  | 70  |
| 10    | Sergei Wolkow         | Sowjetunion            | 8  | 10 | 86  |
| 11    | Jacques Mrozek        | Frankreich             | 11 | 11 | 100 |
| 12    | Zdeněk Pazdírek       | Tschechoslowakei       | 14 | 12 | 116 |
| 13    | Didier Gailhauguet    | Frankreich             | 12 | 13 | 116 |
| 14    | Josef Schneider       | Österreich             | 13 | 15 | 128 |
| 15    | Yutaka Higuchi        | Japan                  | 16 | 14 | 136 |
| 16    | Josef Zidek           | Tschechoslowakei       | 17 | 16 | 141 |
| 17    | Stefano Bargauan      | Italien                | 15 | 17 | 144 |
| 18    | Harald Kuhn           | BR Deutschland         | 19 | 18 | 166 |
| 19    | Pekka Leskinen        | Finnland               | 18 | 19 | 167 |
|       | Haig Oundjian         | Vereinigtes Königreich |    |    | Z   |

- Z = Zurückgezogen
- Schiedsrichter: Donald H. Gilchrist  Kanada
- Assistenzschiedsrichterin: Sonia Bianchetti  Italien

Punktrichter waren:
- Helga von Wiecki  DDR
- Mollie Phillips  Vereinigtes Königreich
- Dorothy Burkholder  Vereinigte Staaten
- William E. Lewis  Kanada
- Gerhardt Bubnik  Tschechoslowakei
- Franz Heinlein  Österreich
- Masao Hasegawa  Japan
- Monique Petis  Frankreich
- Tatjana Danilenko  Sowjetunion

Ersatz-Punktrichter:
- János Zsigmondy  BR Deutschland

### Damen
| Platz | Sportlerin          | Land                   | P  | K  | B   |
| ----- | ------------------- | ---------------------- | -- | -- | --- |
| 1     | Beatrix Schuba      | Österreich             | 1  | 9  | 13  |
| 2     | Karen Magnussen     | Kanada                 | 2  | 2  | 16  |
| 3     | Janet Lynn          | Vereinigte Staaten     | 3  | 1  | 25  |
| 4     | Zsuzsa Almássy      | Ungarn                 | 4  | 6  | 37  |
| 5     | Sonja Morgenstern   | DDR                    | 6  | 3  | 52  |
| 6     | Jean Scott          | Vereinigtes Königreich | 5  | 10 | 57  |
| 7     | Dorothy Hamill      | Vereinigte Staaten     | 8  | 5  | 62  |
| 8     | Suna Murray         | Vereinigte Staaten     | 7  | 7  | 74  |
| 9     | Cathy Lee Irwin     | Kanada                 | 9  | 8  | 81  |
| 10    | Christine Errath    | DDR                    | 11 | 4  | 79  |
| 11    | Ludmila Bezáková    | Tschechoslowakei       | 10 | 13 | 102 |
| 12    | Karin Iten          | Schweiz                | 12 | 16 | 118 |
| 13    | Gerti Schanderl     | BR Deutschland         | 15 | 11 | 119 |
| 14    | Cinzia Frosio       | Italien                | 13 | 12 | 120 |
| 15    | Daria Prychun       | Kanada                 | 14 | 14 | 127 |
| 16    | Marie-Claude Bierre | Frankreich             | 17 | 15 | 146 |
| 17    | Dianne de Leeuw     | Niederlande            | 16 | 19 | 151 |
| 18    | Myung Su Chang      | Südkorea               | 18 | 18 | 169 |
| 19    | Sharon Burley       | Australien             | 19 | 21 | 175 |
| 20    | Shuko Takeyama      | Japan                  | 20 | 20 | 178 |
| 21    | Marina Sanaja       | Sowjetunion            | 21 | 17 | 178 |

- Schiedsrichter: Josef Dědič  Tschechoslowakei
- Assistenzschiedsrichter: Elemér Terták  Ungarn

Punktrichter waren:
- Ramona McIntyre  Vereinigte Staaten
- Suzanne Francis  Kanada
- Jeanine Donnier-Blanc  Frankreich
- Giovanni De Mori  Italien
- Walburga Grimm  DDR
- Ludwig Gassner  Österreich
- Zoltán Balázs  Ungarn
- René Schlageter  Schweiz
- Wilhelm Kahle  BR Deutschland

Ersatz-Punktrichter:
- Milan Duchón  Tschechoslowakei

### Paare
| Platz | Sportler                             | Land                   | KP | K  | B    |
| ----- | ------------------------------------ | ---------------------- | -- | -- | ---- |
| 1     | Irina Rodnina / Alexei Ulanow        | Sowjetunion            | 1  | 1  | 9    |
| 2     | Ljudmila Smirnowa / Andrei Suraikin  | Sowjetunion            | 2  | 3  | 21.5 |
| 3     | Alicia Starbuck / Kenneth Shelley    | Vereinigte Staaten     | 6  | 2  | 28,5 |
| 4     | Manuela Groß / Uwe Kagelmann         | DDR                    | 3  | 4  | 38   |
| 5     | Almut Lehmann / Herbert Wiesinger    | BR Deutschland         | 4  | 5  | 42   |
| 6     | Irina Tschernjajewa / Wassili Blagow | Sowjetunion            | 5  | 6  | 55   |
| 7     | Annette Kansy / Axel Salzmann        | DDR                    | 7  | 7  | 70   |
| 8     | Sandra Bezic / Val Bezic             | Kanada                 | 8  | 8  | 68   |
| 9     | Melissa Militano / Mark Militano     | Vereinigte Staaten     | 10 | 9  | 76   |
| 10    | Corinna Halke / Eberhard Rausch      | BR Deutschland         | 11 | 10 | 95   |
| 11    | Mary Petrie / John Hubbell           | Kanada                 | 13 | 11 | 106  |
| 12    | Grazyna Osmanska / Adam Brodecki     | Polen                  | 9  | 12 | 102  |
| 13    | Gabriele Cieplik / Reinhard Ketterer | BR Deutschland         | 12 | 13 | 114  |
| 14    | Barbara Brown / Doug Berndt          | Vereinigte Staaten     | 14 | 14 | 123  |
| 15    | Linda Connolly / Colin Taylforth     | Vereinigtes Königreich | 15 | 15 | 132  |

- Schiedsrichter: Karl Enderlin  Schweiz
- Assistenzschiedsrichter: Hanry M. Beatty  Vereinigte Staaten

Punktrichter waren:
- Pamela Davis  Vereinigtes Königreich
- Walburga Grimm  DDR
- Maria Zuchowicz  Polen
- Elsbeth Bon  Niederlande
- Inkeri Soininen  Finnland
- Suzanne Francis  Kanada
- János Zsigmondy  BR Deutschland
- Ardelle K. Sanderson  Vereinigte Staaten
- Walentin Pissejew  Sowjetunion

Ersatz-Punktrichter:
- René Schlageter  Schweiz

### Eistanz
| Platz | Sportler                                 | Land                   | PT | K  | B   |
| ----- | ---------------------------------------- | ---------------------- | -- | -- | --- |
| 1     | Ljudmila Pachomowa / Alexander Gorschkow | Sowjetunion            | 1  | 1  | 14  |
| 2     | Angelika Buck / Erich Buck               | BR Deutschland         | 2  | 2  | 17  |
| 3     | Judy Schwomeyer / James Sladky           | Vereinigte Staaten     | 3  | 3  | 24  |
| 4     | Janet Sawbridge / Peter Dalby            | Vereinigtes Königreich | 4  | 4  | 38  |
| 5     | Tatjana Woitjuk / Wjatscheslaw Schigalin | Sowjetunion            | 5  | 5  | 46  |
| 6     | Hilary Green / Glyn Watts                | Vereinigtes Königreich | 6  | 6  | 50  |
| 7     | Anne Millier / Harvey Millier III        | Vereinigte Staaten     | 7  | 7  | 67  |
| 8     | Jelena Scharkowa / Gennadi Karponossow   | Sowjetunion            | 8  | 8  | 75  |
| 9     | Louise Soper / Barry Soper               | Kanada                 | 9  | 9  | 80  |
| 10    | Mary Karen Campbell / Johnny Johns       | Vereinigte Staaten     | 10 | 10 | 91  |
| 11    | Diana Skotnická / Martin Skotnický       | Tschechoslowakei       | 11 | 11 | 99  |
| 12    | Anne-Claude Wolfers / Roland Mars        | Frankreich             | 12 | 13 | 108 |
| 13    | Teresa Weyna / Piotr Bojańczyk           | Polen                  | 13 | 12 | 110 |
| 14    | Sylvia Fuchs / Michael Fuchs             | BR Deutschland         | 14 | 14 | 126 |
| 15    | Astrid Kopp / Axel Kopp                  | BR Deutschland         | 15 | 15 | 135 |
| 16    | Keiko Achiwa / Yasuhiro Noto             | Japan                  | 16 | 16 | 144 |

- Schiedsrichter: Lawrence Demmy  Vereinigtes Königreich
- Assistenzschiedsrichter: George J. Blundun  Kanada

Punktrichter waren:
- Pamela Davis  Vereinigtes Königreich
- Claude Lambert  Frankreich
- Audrey Moore  Kanada
- Milan Duchón  Tschechoslowakei
- Benjamin T. Wright  Vereinigte Staaten
- Eugen Romminger  BR Deutschland
- Zoltán Balázs  Ungarn
- Igor Kabanow  Sowjetunion
- Maria Zuchowicz  Polen

## Medaillenspiegel
| Platz | Land               | Gold | Silber | Bronze | Gesamt |
| ----- | ------------------ | ---- | ------ | ------ | ------ |
| 1     | Sowjetunion        | 2    | 2      | 1      | 5      |
| 2     | Sowjetunion        | 1    | –      | –      | 1      |
| 2     | Tschechoslowakei   | 1    | –      | –      | 1      |
| 4     | Kanada             | –    | 1      | –      | 1      |
| 4     | BR Deutschland     | –    | 1      | –      | 1      |
| 6     | Vereinigte Staaten | –    | –      | 3      | 3      |